# カムレ区
カムレ区（カムレく、ベトナム語：Quận Cẩm Lệ / 郡錦茘）は、ベトナム社会主義共和国のダナン市に存在する区 (郡)。

## 行政区画
カムレ区は6の坊を有する。
- クエチュン坊（Khuê Trung / 閨中）
- ホアトードン坊（Hòa Thọ Đông / 和寿東）
- ホアトータイ坊（Hòa Thọ Tây / 和寿西）
- ホアアン坊（Hòa An / 和安）
- ホアファット坊（Hòa Phát / 和發）
- ホアスアン坊（Hòa Xuân / 和春）